# Margaride (Felgueiras)
Margaride (llamada oficialmente Margaride (Santa Eulália)) era una freguesia portuguesa del municipio de Felgueiras, distrito de Oporto.

## Historia
Fue suprimida el 28 de enero de 2013, en aplicación de una resolución de la Asamblea de la República portuguesa promulgada el 16 de enero de 2013 al unirse con las freguesias de Lagares, Moure, Várzea y Varziela, formando la nueva freguesia de Margaride (Santa Eulália), Várzea, Lagares, Varziela e Moure.